# Трипанис, Константин
Константин Трипанис (греч. Κωνσταντίνος Τρυπάνης; 22 января 1909, остров Хиос, Греция — 18 января 1993, Афины) — греческий филолог-классик, литературный критик, переводчик, поэт. Доктор, профессор, академик.
Академик Афинской академии (1974). Почётный член Британской академии (1978).

## Биография
На родном острове окончил классическую гимназию. Учился в университетах Афин, Берлина и Мюнхена.
Докторскую степень получил в 1937 году в Афинском университете.
В 1939—1945 годах преподавал в Афинском университете.
В 1947—1968 годах профессор Оксфорда в Эксетер-колледже.
В 1968—1974 годах профессор классики Чикагского университета, эмерит.
В 1974—1977 годах, в период метаполитефси, министр культуры и науки Греции.
В 1981—1985 годы — генеральный секретарь Афинской академии и её президент в 1986 году.